# Age of Mythology
Age of Mythology (2002) er et strategispil, som er baseret på tre primære mytologier: Den Nordiske Mytologi, Den Ægyptiske Mytologi og Den Græske Mytologi.
Spillet minder om Age of Empires men med guder. Man skal vælge sine guder med omhu, da de kan give en nyttige gudekræfter (god powers), man kan udløse efter behov: Massehealing, bronzehud, en privat indgang til Helvede, genoplivning af døde krigere osv.

En ny ressource i forhold til Age of Empires er gudernes gunst (favor). Den skal bruges til at frembringe mytiske væsener som kolosser, kentaurer, minotaurer, hydraer, iskæmper, einherjer, mumier, sfinkser osv.
Hvis man er på det græske hold, vil man optjene gunst ved at lade sine landsbyboere bede til guderne i templerne.
På det egyptiske hold optjener man gunst ved at bygge adskillige statuer til gudernes ære.
I den Nordiske mytologi optjener man gunst ved slås, hærge og plyndre!
Man får også nogle halvguder eller helte, som kan genoplives.
Man begynder i Archaic Age (Arkaisk Tid) og har én gud til rådighed; Odin, Thor eller Loke i den Nordiske Mytologi, Ra, Isis eller Seth i den Ægyptiske Mytologi og Zeus, Poseidon eller Hades i den Græske Mytologi.

Dernæst kommer man i Classical Age (Klassisk Tid) og skal vælge én af to guder/gudinder. Senere kommer man i Heroic Age (Heroisk Tid) og skal endnu engang vælge én af to guder/gudinder. Dette gentager sig når man når Mythic Age (Mytisk Tid), der er den sidste. Man vil så få hjælp fra fire guder/gudinder og have fire gudekræfter og 4-5 mytiske væsener til sin rådighed.
Guderne har diverse favoritter, hvor Apollon og Artemis forbedrer ens bueskytter, Hefaistos forøger ens dødelige soldaters panser, Tyr er god for infanteriet og Njord er skibenes ven.
I løbet af spillet kommer man rundt i Europa, Nordafrika, Himmelen og Underverdenen og diverse guddomme fra de forskellige mytologier blandes sammen.

## Udvidelsespakke
I 2003 kom udvidelsespakken Age of Mythology: the Titans expansion.

Her er historier hvor man er Atlantide og en fjerde mytologi titanerne der er græske, præ-olympiske guder. I Archaic Age kan man her vælge mellem Gaia, Kronos eller Uranos.

I denne mytologi optjener man gunst ved at udforske, kolonisere og bygge bopladser (Town Center) på de forudanlagte pladser.
Udover de fire første tider (archaic, classical, heroic, mythic age) får man som en slags easter egg den 5. tid, "titan age", hvor hver civilisation har muligheden for at skabe en unik titan, til at hjælpe dem mod sejr.

## Gudegalleri
Nordisk mytologi
- aser: Odin, Thor, Hejmdal, Forsete, Brage, Balder, Tyr.
- vaner: Freja, Njord,
- jætter: Loke, Skade, Hel

Egyptisk mytologi
- Ra, Isis, Seth, Bast, Ptah, Anubis, Hathor, Sekhmet, Nephthys, Horus, Osiris og Thoth.

Græsk mytologi
- kronider: Zeus, Poseidon, Hades og Hera.
- Athene, Hermes, Ares, Apollon, Dionysos, Afrodite, Hefaistos og Artemis.

Atlantider (præ-olympisk mytologi)
Gaia, Uranos
- titaner: Kronos, Rhea, Okeanos, Thea og Hyperion.
- titanider: Leto, Atlas, Hekate, Prometheus og Helios.

## Soundtrack
| Age of Mythology: Original Soundtrack listing | Age of Mythology: Original Soundtrack listing        |
| --------------------------------------------- | ---------------------------------------------------- |
| 1.                                            | A Cat Named Mittens (Main Title) (0:52)              |
| 2.                                            | Eat Your Potatoes (3:12)                             |
| 3.                                            | Chocolate Outline (3:24)                             |
| 4.                                            | Never Mind The Slacks And Bashers (3:24)             |
| 5.                                            | Suture Self (3:12)                                   |
| 6.                                            | Flavor Cats (In The Comfort Zone) (2:56)             |
| 7.                                            | Fine Layers Of Slaysenflite (2:59)                   |
| 8.                                            | Hoping For Real Betterness (3:04)                    |
| 9.                                            | Adult Swim (2:55)                                    |
| 10.                                           | The Ballad Of Ace LeBaron (2:58)                     |
| 11.                                           | In a Pile of Its Own (3:21)                          |
| 12.                                           | Behold The Great Science Fi (2:30)                   |
| 13.                                           | Have You Met Her Thunder (Trailer Soundtrack) (2:17) |
| 14.                                           | If You Could Use A Doorknob (Victory Theme) (1:05)   |
| 15.                                           | Ma'am...Some Other Sunset (Defeat Theme) (1:16)      |
| 16.                                           | Gary's Reserve (End Credits) (3:23)                  |
| 17.                                           | Eat Your Potatoes (quiet mix) (3:12)                 |

## Snydekoder
Age of Mythology indeholder en række snydekoder, her er et udvalg af dem:
Tryk [enter], skriv koden (med versaler) og tryk derefter [enter] igen.
- [JUNK FOOD NIGHT] – Spilleren modtager 1.000 enheder mad
- [TROJAN HORSE FOR SALE] – Spilleren modtager 1.000 enheder træ
- [ATM OF EREBUS] – Spilleren modtager 1.000 enheder guld
- [MOUNT OLYMPUS] – Spilleren opnår 100% gunst fra guderne
- [LAY OF THE LAND] – Hele kortet bliver synligt
- [L33T SUPA H4X0R] – Al træning og byggeri udføres øjeblikkeligt (gælder alle)
- [DIVINE INTERVENTION] – Gudekræfterne oplades
- [WRATH OF THE GODS] – Spilleren modtager fire potente gudekræfter (masselyn, jordskælv, meteorer og skypumper)
- [PANDORAS BOX] – Spilleren modtager fire tilfældige gudekræfter
- [BAWK BAWK BOOM] – Spilleren modtager gudekraften "hønseregn"
- [ISIS HEAR MY PLEA] – Alle "Heros" frigives
- [BARKBARKBARKBARKBARK] – Giver en hund 'Bella' der skader en masse og har meget liv (kan dø)